# Нідергельфеншвіль
Нідергельфеншвіль (нім. Niederhelfenschwil) — громада  в Швейцарії в кантоні Санкт-Галлен, виборчий округ Віль.

## Географія
Громада розташована на відстані близько 145 км на північний схід від Берна, 16 км на захід від Санкт-Галлена. Нідергельфеншвіль має площу 16,4 км², з яких на 9,2% дозволяється будівництво (житлове та будівництво доріг), 69,6% використовуються в сільськогосподарських цілях, 20,5% зайнято лісами, 0,7% не є продуктивними (річки, льодовики або гори).

## Демографія
2019 року в громаді мешкало 3136 осіб (+7,8% порівняно з 2010 роком), іноземців було 7,5%. Густота населення становила 192 осіб/км². За віковим діапазоном населення розподілялося таким чином: 26,2% — особи молодші 20 років, 59% — особи у віці 20-64 років, 14,8% — особи у віці 65 років та старші. Було 1162 помешкань (у середньому 2,7 особи в помешканні). Із загальної кількості 963 працюючих 212 було зайнятих в первинному секторі, 257 — в обробній промисловості, 494 — в галузі послуг.